# Běsno
Běsno (německy Wiessen) je vesnice, část města Kryry v okrese Louny, devět kilometrů jihovýchodně od Podbořan.

## Název
Původní název vesnice zněl Běsna a byl odvozen ze slova běs. Ke změně na Běsno došlo v 16. století. V historických pramenech se název objevuje ve tvarech: „in Pyesna“ (1342), Biestna (1352), Byesna (1367–1369), Byestna (1384–1399), Byezna (1405), „in Bissna“ (1379), „in villa Byestnye, in Biestna, in Biestnie“ (1388), Byesna (1410), v Běsně (1474), ve vsi Běsně (1522), Biesno (1595), Vezen (1654), Wessen a Wiesen (1787), Wieszen (1846) a Běsno, Bězno nebo německy Wieszen (1854).

## Historie
První písemná zmínka o vesnici pochází z roku 1342, kdy patřila cisterciákům ze zbraslavského kláštera. Koncem 14. století části vsi vlastnili měšťané z Prahy, Žatce a Rakovníka. V roce 1434 byla vesnice majetkem vladyckého rodu Vlčků z Minic a po nich byla přikoupena k petrohradskému panství. V roce 1595 zde existoval samostatný statek Beneše Libštejnského z Kolovrat, kterému byl v roce 1623 zkonfiskován a s celou vsí připojen k Nepomyšli.
Samostatná škola byla v obci zřízena už v roce 1801.

## Přírodní poměry
Severní částí vesnice protéká Očihovecký potok. Část katastrálního území východně od silnice z Vrbice do Soběchleb zasahuje na území přírodního parku Džbán. Západně od vsi se nacházejí chmelnice.

## Obyvatelstvo
Při sčítání lidu v roce 1921 zde žilo 493 obyvatel (z toho 233 mužů), z nichž bylo 26 Čechoslováků, 460 Němců a sedm cizinců. Kromě jednoho evangelíka a čtrnácti židů se hlásili k římskokatolické církvi. Podle sčítání lidu z roku 1930 měla vesnice 494 obyvatel: 75 Čechoslováků, 416 Němců a tři cizince. Většina stále byla římskými katolíky, ale žili zde také dva evangelíci, jeden člen církve československé a osm lidí bez vyznání.
|                                                                                  | 1869 | 1880 | 1890 | 1900 | 1910 | 1921 | 1930 | 1950 | 1961 | 1970 | 1980 | 1991 | 2001 | 2011 | 2021 |
| -------------------------------------------------------------------------------- | ---- | ---- | ---- | ---- | ---- | ---- | ---- | ---- | ---- | ---- | ---- | ---- | ---- | ---- | ---- |
| Obyvatelé                                                                        | 458  | 498  | 511  | 519  | 510  | 493  | 494  | 214  | 249  | 213  | 142  | 100  | 104  | 115  | 117  |
| Domy                                                                             | 63   | 67   | 83   | 92   | 82   | 88   | 98   | 92   | .    | 58   | 45   | 67   | 66   | 67   | 69   |
| Počet domů z roku 1961 je zahrnut v celkovém počtu domů místní části Strojetice. |      |      |      |      |      |      |      |      |      |      |      |      |      |      |      |

## Obecní správa
Při sčítaní lidu v letech 1869–1950 Běsno bylo samostatnou obcí v okrese Podbořany. V letech 1961–1980 bylo částí obce Strojetice v okrese Louny. Od 1. ledna 1981 je častí města Kryry v okrese Louny.

## Pamětihodnosti
Uprostřed návsi stojí kostel svatého Mikuláše s gotickým presbytářem a barokní lodí z počátku 18. století. U silnice do Soběchleb je barokní špýchar z roku 1740.

## Osobnosti
Po roce 1926 jako učitel na místní škole působí básník Jan Alda.

### Rodáci
- Eduard Fiedler (1. října 1890 – 12. června 1963 Stuttgart, Německo), pedagog, v letech 1938–1945 starosta města Chomutov, v letech 1952–1960 ministr pro záležitosti odsunutých, uprchlíků a válečných poškozenců ve spolkové zemi Bádensko-Württembersko.
- Franz Josef Anton von Pirkershausen (1841–1906 Wolfsberg, Rakousko), námořní důstojník, od 1895 velitel křižníku Císař Franz Josef I.

## Galerie

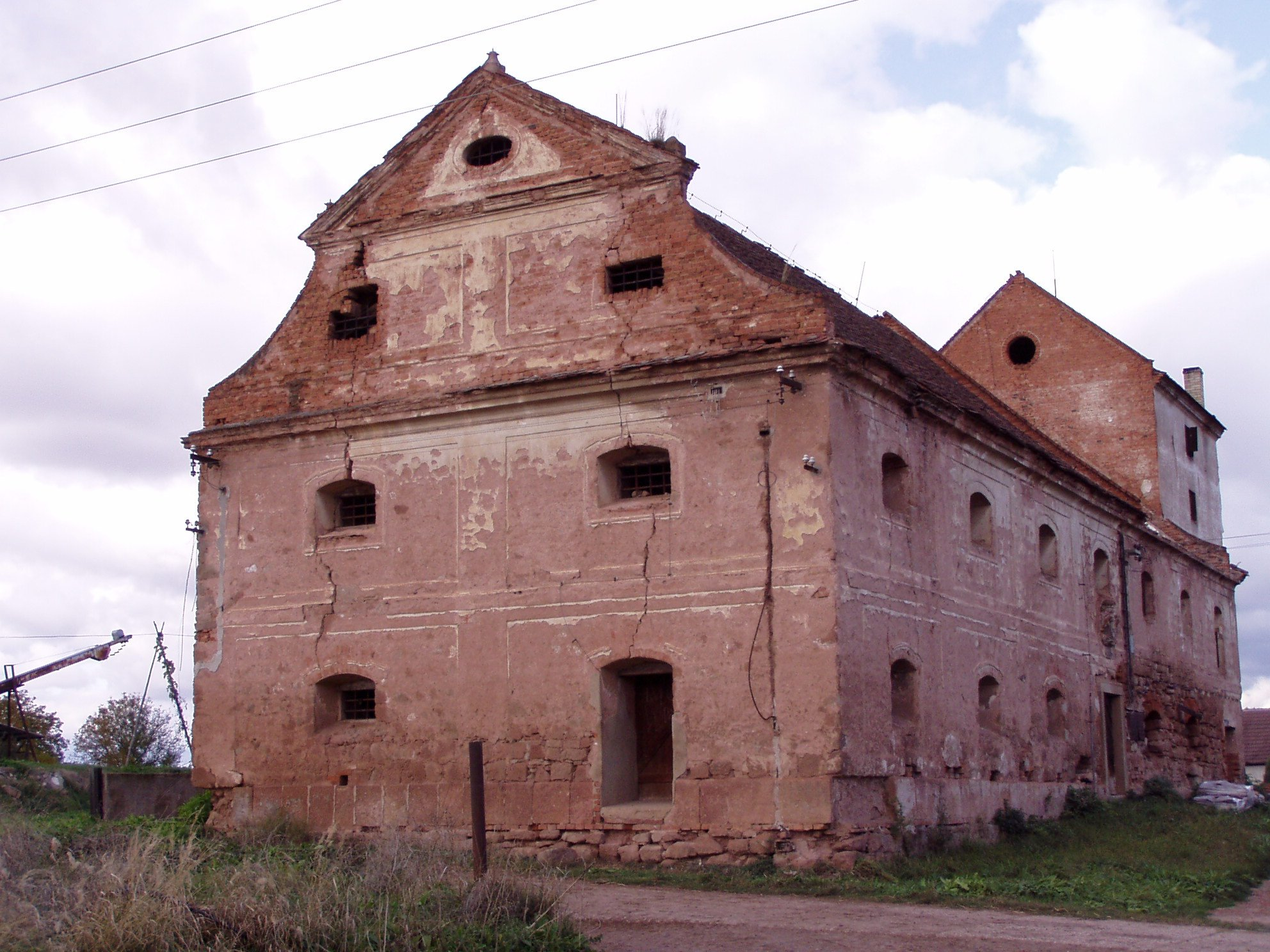
Barokní sýpka
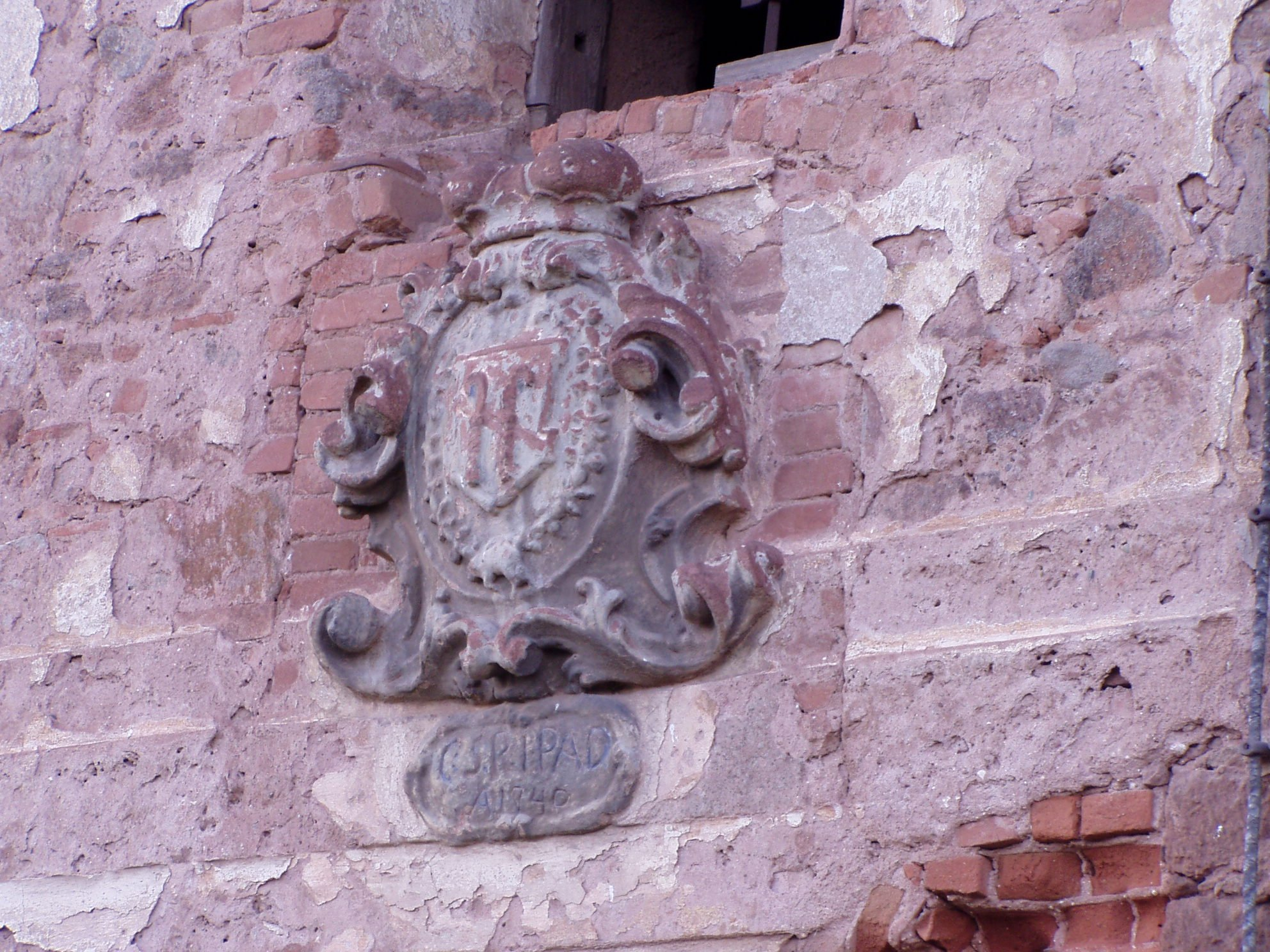
Erb nad vchodem do sýpky